# Théâtre Sengawa

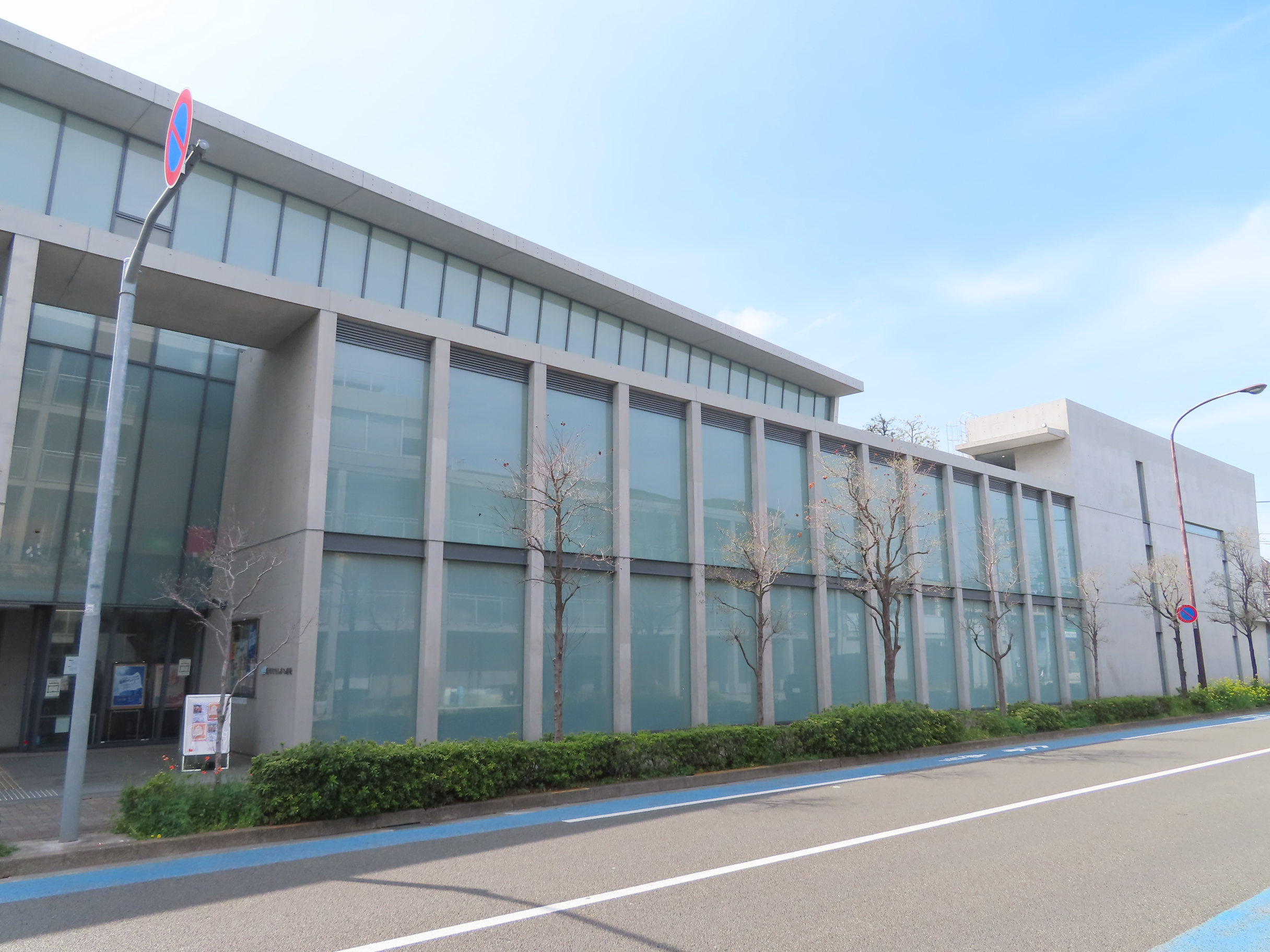
Le théâtre Sengawa, à Chōfu, dans la préfecture de Tokyo.

Le théâtre Sengawa  se trouve dans Sengawa Town, à Chōfu dans la préfecture de Tokyo.
Le quartier de culture et d'art vivant connu sous le nom « ACT+ (Act Plus) district », situé dans la zone de développement urbain de la ville, avec le musée d'art et la mairie de Sengawa, sur une longueur de 432 m, font partie d'un projet de développement urbain à grande échelle conçu par l'architecte Tadao Ando et ouvert en 2008.
En ce qui concerne la gestion du théâtre, le directeur artistique est employé pour gérer, avec cinquante pour cent de son temps de l'année, le parrainage des propres productions du théâtre. En tant que service public non limité à des représentations théâtrales, les événements sont planifiés en collaboration avec les quartiers commerciaux à proximité, les établissements d'enseignement et les groupes civiques. Le Sengawa Ensemble Theater est associé à l'équipe de scène, composée de comédiens et de personnel professionnels, ainsi qu'au public.